# Chlorissa annobonica
Chlorissa annobonica är en fjärilsart som beskrevs av Claude Herbulot 1958. Chlorissa annobonica ingår i släktet Chlorissa och familjen mätare. Inga underarter finns listade i Catalogue of Life.